# Municipio de Norma
El municipio de Norma (en inglés: Norma Township) es un municipio ubicado en el condado de Barnes en el estado estadounidense de Dakota del Norte. En el año 2010 tenía una población de 36 habitantes y una densidad poblacional de 0,39 personas por km².

## Geografía
El municipio de Norma se encuentra ubicado en las coordenadas 46°46′20″N 97°51′39″O / 46.77222, -97.86083. Según la Oficina del Censo de los Estados Unidos, el municipio tiene una superficie total de 93.15 km², de la cual 92,39 km² corresponden a tierra firme y (0,81 %) 0,76 km² es agua.

## Demografía
Según el censo de 2010, había 36 personas residiendo en el municipio de Norma. La densidad de población era de 0,39 hab./km². De los 36 habitantes, el municipio de Norma estaba compuesto por el 100 % blancos. Del total de la población el 0 % eran hispanos o latinos de cualquier raza.